# Emily Thater
Emily Grace Thater, née le 1er février 1995 à Springfield aux États-Unis, est une joueuse américaine de volley-ball évoluant au poste de centrale.

## Biographie

### Carrière
Elle commence la pratique du volley-ball en jouant des tournois de jeunes au sein de la Kickapoo High School (en), située dans l'État du Missouri. Après cette période, elle dispute de 2013 à 2016 le Championnat NCAA avec l'équipe des Tigers (en), affiliée à l'université du Missouri.
Elle signe durant l'intersaison 2017 son premier contrat professionnel avec le club allemand du Schwarz-Weiß Erfurt, évoluant en 1. Bundesliga. Deux ans plus tard, elle rejoint un autre club du championnat : le Ladies in Black Aachen, avec lequel elle évolue durant une saison.
En 2020, elle rejoint le Championnat de France en s'engageant avec Vandœuvre Nancy. De 2022 à 2024, elle joue pour la formation du Levallois Paris Saint-Cloud. Lors de la saison 2023-2024, elle se blesse avant le début des play-offs de Ligue AF et est remplacée numériquement dans l'effectif par le recrutement d'Emily Maglio, qui vient pallier son absence en tant que joker médical. À l'issue de la saison, elle est sacrée championne de France après la double victoires de son équipe en finale face à Nantes.

## Clubs
- Schwarz-Weiß Erfurt (2017–2019)
- LB Aix-la-Chapelle (2019–2020)
- Vandœuvre Nancy (2020–2022)
- Levallois Paris SC (2022–2024)
- LOVB Omaha (en) (2025–)

## Palmarès
- Championnat de France (1) :
  - Vainqueur en 2024.